# Karl Ivar Renström
Karl Ivar Renström, född 15 december 1871 i Saleby, Skaraborgs län, död 8 mars 1940 i Lidköping, var en svensk målare och teckningslärare.
Han var son till lantbrukaren Lars August Olofsson och Maria K Pettersdotter. Efter avslutade konststudier arbetade han som teckningslärare vid Klara realskola i Stockholm 1895–1910. Han var vid sidan av sitt arbete verksam som konstnär och utförde stilleben och landskapsmålningar i olja eller pastell.  